# Лимонар (књига)
Лимонар (грч. Λειμωνάριον, дословно „лужић“, од λειμων — „луг, цветни врт“, изведено од лат. Pratum spirituale — „духовни луг“, која се назива и „Синајски патерик“) је византијска збирка поучних прича о животима хришћанских подвижника. Главним аутором текстова Лимонара сматра се монах Јован Мосх из 7. вијека. Ово дјело је завршио, допунио и објавио пријатељ и сарадник Јована Мосха, Софроније Јерусалимски. Лимонар има неколико редакција, а најобимнија је Велики Лимонар (грч. Λειμωνάριον μεγα).
Наслов је објаснио сам Мосх у уводу: приче и афоризми који чине књигу, различити видови аскетске врлина, представљени у њој су као разнобојно цвијеће на ливади, од које писац или плете вијенац, или, „подражавајући премудру пчелу“, скупља душевно корисни мед. Лимонар је преведен на старословенски језик и први га је штампао Спиридон Собол у Кијеву 1628. године.